# Лазарева, Людмила Артёмовна
Людми́ла Артёмовна Ла́зарева (19 марта 1939, Тирасполь — 19 апреля 2012, Санкт-Петербург) — советский и российский кинорежиссёр, сценарист неигрового кино, преподаватель.

## Биография
Родилась в Тирасполе Молдавской Автономной ССР (ныне — непризнанная Приднестровская Молдавская Республика). Работала ассистентом режиссёра на «Молдова-фильме», поступила в режиссёрскую мастерскую Льва Кулешова во ВГИКе. По окончании института в 1966 году по распределению работала на «Молдова-фильме». Успев снять два документальных фильма, вышла замуж и переехала в Ленинград, работала на «Леннаучфильме». За время работы создала более 50 неигровых картин, участвовала в кинофестивалях, имеет призы и награды.
Последние годы жизни посвятила преподавательской деятельности — являлась мастером на курсе неигрового кино Высшей школы режиссёров и сценаристов (ВШРиС) в Санкт-Петербурге.
Член Союза кинематографистов СССР (Ленинградское отделение), член Гильдии кинорежиссёров России.
Скончалась 19 апреля 2012 года. Похоронена на Центральном кладбище в Кишинёве рядом с родителями.

### Семья
- отец — Артём Маркович Лазарев (1914—1999)
- мать — Анна Семёновна Лазарева (1916—2002)[9]

## Избранная Фильмография
- 1965 — Матросы «Авроры» (сценарий — М. Мамедов)[10]
- 1967 — Твоё рабочее место (Диплом международного конкурса промышленных фильмов, София, Болгария)
- 1970 — Радуга на снегу (Диплом и приз Ленинградского Союза художников)
- 1971 — Про сосновую шишку (Диплом общества охраны природы «Ленинград-75» за лучший детский фильм)
- 1972 — Передвижники (Диплом Ленинградского Союза художников)
- 1973 — Грузчики не требуются (Бронзовая медаль ВДНХ СССР)
- 1973 — Мальчик и машина[11]
- 1974 — Земля у нас одна[12] (сценарий — Пашканч; диплом и приз фестиваля «Ленинград-75» в номинации «Об охране природы»)
- 1978 — Земля вернёт сторицей (сценарий — Б. Белоголовый)[13]
- 1978 — Мастера (сценарий — И. Шадхан)[14]
- 1979 — Алмаз в кольчуге / Алмаз прочнее алмаза (сценарий — В. Фиалковский)[15]
- 1979 — Плавание для всех (сценарий — Д. Василиу)[16]
- 1980 — Архитектура 70-х годов (сценарий — В. Суслов)[17]
- 1980 — Круиз по Волге (сценарий — С. Абазов)[18]
- 1980 — Основной экономический закон социализма (сценарий — О. Альшиц)[19]
- 1982 — Социально-классовая структура развитого социалистического общества (сценарий — И. Болотников)[20]
- 1984 — Великая радость — работа (сценарий — Н. Дунаева)[21]
- 1984 — Курсы офтальмологов[22] (сценарий — Е. Прицкер; Золотая медаль VII международного фестиваля рекламных фильмов в Варне, Болгария)
- 1985 — Национально-освободительное движение в России (март—июнь 1917)[23]
- 1985 — Фундаментальные проблемы метрологии и научно-технический прогресс[24]
- 1986 — Советская школа (сценарий В. Дальский)[25]
- 1987 — Прозрение[26] (Диплом и приз II Шанхайского кинофестиваля, диплом и приз смотра ленинградских кинематографистов 70-летия Октября)
- 1997 — Потешное царство. Про игрушку (по собственному сценарию)[27]